# (8095) 1992 WS2
1992 دابليو أس 2 (ويعرف أيضًا باسم (8095) 1992 دابليو أس 2 وفق تسمية الكوكب الصغير) (بالإنجليزية: 1992 WS2)‏ هو كويكب ضمن حزام الكويكبات؛ وترتيبه 8095 من حيث الاكتشاف.
اكتُشف هذا الجُرم الفلكي بواسطة هيروشي كانيدا في 18 نوفمبر 1992.

## وصلات خارجية
- (8095) 1992 WS2 في قاعدة بيانات مختبر الدفع النفاث لأجرام النظام الشمسي الصغيرة

- الاكتشاف · مخطط المدار ·  العناصر المدارية · المعلمات المادية

- (8095) 1992 WS2 على موقع ويكي سكاي: DSS2, SDSS, GALEX, IRAS, Hydrogen α, X-Ray, Astrophoto, Sky Map, Articles and images